# Cercomantispa stenostigma
Cercomantispa stenostigma är en insektsart som först beskrevs av Navás 1936.  Cercomantispa stenostigma ingår i släktet Cercomantispa och familjen fångsländor. Inga underarter finns listade i Catalogue of Life.